# اعتراضات به اصلاحیه قانون شهروندی
اعتراضات به قانون اصلاح شهروندی ۲۰۱۹ در هند، که قبلاً تحت عنوان اعتراضات (اصلاحیه) لایحه شهروندی نامگذاری شده بود، یک سلسله اعتراضات در حال وقوع، علیه اصلاحیه قانون شهروندی است. دلایل ذکر شده برای حضور در اعتراضات از سوی شرکت‌کنندگان که شامل سازمان‌های دانشجویی، فعالان حقوق بشری، سازمان‌های اسلامگرا و گروه‌های سکولار، می‌شود؛ شائبه تبعیض مذهبی و خشونت پلیس در محوطه دانشگاه علیه معترضان در جریان اعتراضات است. مردم آسام و سایر ایالتهای شمال شرقی هندوستان، بابت ترس از این که قرارداد مهاجران غیرقانونی غیرمسلمان ممکن است منجر به برهم خوردن تعادل جمعیتی محل سکونتشان شود با این قانون مخالفت کردند. این اعتراضات در آسام، دهلی، مگالایا، مانیپور و طرپورا در ۴ دسامبر سال ۲۰۱۹ آغاز و سپس به دیگر مناطق هند نیز گسترش یافت. در این اعتراضات ۶ تن از جمله دو کودک کشته و ۱۷۵ نفر زخمی شدند.
در ۲۴ فوریه در جریان شورش در بخش شمال شرقی دهلی ۲۴ تن کشته شدند.